# Phonk
Phonk (fonc, fonkescutarⓘ) é um subgênero do  hip hop e do trap inspirado diretamente no Memphis rap dos anos 90. Principalmente presente na plataforma SoundCloud, a música é caracterizada por vocais de fitas antigas de Memphis rap e samples de hip hop do início dos anos 1990, muitas vezes combinando-os com elementos de jazz e funk. O gênero emprega técnicas de distorção como "chopped and screwed" para criar um som mais obscuro.
Inicialmente desenvolvido nos anos 2000 no sul dos Estados Unidos, principalmente em Houston e Memphis, os primeiros pioneiros do gênero incluem DJ Screw, X-Raided, DJ Spanish Fly, DJ Squeeky e o coletivo Three 6 Mafia. No final dos anos 2010, por meio de plataformas de streaming como SoundCloud, o gênero desenvolveu mais ênfase no jazz e no hip hop clássico.
Popularizado pelo TikTok e pela comunidade de drift nas mídias sociais, o "drift phonk" é um subgênero do phonk que surgiu na Rússia; suas principais características são o uso de cowbells, acapellas de gangsta rap e graves. É geralmente usado em vídeos lo-fi mostrando carros de drifting.

## História
Phonk se inspirou nas raízes do trap no sul dos Estados Unidos em meados da década de 1990. Artistas ou grupos musicais como DJ Screw, X-Raided, DJ Spanish Fly, DJ Squeeky, e o coletivo Three 6 Mafia ajudaram a criar as bases para o gênero surgir muitos anos depois, com o chopped and screwed de Houston visto como o precursor do gênero. Enquanto phonk havia desaparecido no final dos anos 2000, viu um ressurgimento no início de 2010 graças a artistas como SpaceGhostPurrp.
A palavra "phonk" foi popularizada por SpaceGhostPurrp, que lançou faixas como "Pheel Tha Phonk", "Bringin' Tha Phonk" e "Keep Bringin' Tha Phonk". Em uma entrevista, ele explicou que "phonk é gíria para funk", em referência ao gênero musical G-funk. Canais do YouTube, como Ryan Celsius, Sad Soundcloud e Trillphonk, também ajudaram a popularizar o gênero. Os produtores de phonk continuaram a empurrar o som para o underground antes que o gênero ganhasse força real em meados dos anos 2010.
No final de 2017, o phonk havia se afastado de "som sombrio, obscuro e orientado ao Memphis", incorporando vocais mais modernos, com elementos de jazz e hip hop clássico. Este gênero de phonk foi descrito como "phonk raro" por Celsius, caracterizado por "um som de trap mais limpo, quase mainstream". Entre 2016 e 2018, phonk foi um dos gêneros mais ouvidos no SoundCloud, com a hashtag #phonk entre as mais populares a cada ano.
Em maio de 2021, após o aumento da popularidade do gênero na Rússia, o Spotify lançou sua playlist de phonk oficial com curadoria.

## Características
Inspirado diretamente no Memphis rap dos anos 1990, o phonk é caracterizado por antigos vocais de Memphis rap e samples do hip hop do início dos anos 1990. Estes são frequentemente combinados com samples de jazz e funk. É principalmente usada a técnica chopped and screwed, a fim de criar um som mais obscuro.
Uma peculiaridade do phonk é o fato de não estar ancorado em uma “scene” regional: isso está atrelado à própria natureza do SoundCloud como plataforma online, que destaca subgêneros derivados do hip hop e do pop experimental. Outros artistas notáveis associados ao "phonk new-age" incluem DJ Smokey, DJ Yung Vamp, Soudiere, e Mythic.
Ao lado de seu aspecto musical, o phonk é caracterizado por uma estética distinta, que incorpora imagens de desenhos animados como fanarts dos Simpsons. Artistas de phonk costumam usar gráficos no estilo Pen & Pixel [en] para seus EPs e álbuns.

## Subgêneros
"Drift phonk", um subgênero do phonk, surgiu no final dos anos 2010 na Rússia. Caracteriza-se pelo uso de graves agudos, cowbells e sons distorcidos, tornando as letras dos samples muitas vezes irreconhecíveis. O tempo das faixas de drift phonk também é alto. Vídeos de drift phonk geralmente usam clipes de carros de drifting e de corridas de rua, o que o torna popular na cultura online do automobilismo. O gênero rapidamente ganhou força através do aplicativo TikTok em 2020. A maioria dos produtores proeminentes de drift phonk vem da Rússia e da Europa, tais eles DVRST e o dinamarquês PlayaPhonk.
O "phonk brasileiro" combina ritmos do funk brasileiro com as batidas sombrias e atmosféricas do rap de Memphis, criando uma paisagem sonora única, ganhando seguidores dedicados local e internacionalmente. Essa fusão recebeu popularidade significativa, principalmente em plataformas como o TikTok, onde se tornou uma sensação viral. A ascensão do gênero pode ser atribuída ao seu som enérgico e agressivo, que combina batidas eletrônicas e repetitivas com vocais em português brasileiro. Por exemplo, MC Bin Laden lançou o EP "Brazilian Phonk" em colaboração com os Dragon Boys, que rapidamente subiu nas paradas musicais. Apesar do nome, o phonk brasileiro se originou na Escandinávia e popularizado por produtores estrangeiros, como Slowboy, norueguês que misturou phonk com mandelão funk, Ariis, da Espanha, e Kordhell. Muitas vezes é descrito como a versão gringa do funk brasileiro.